# 121594 Zubritsky
121594 Zubritsky este o planetă minoră (asteroid), cu un diametru de 6,524 km, din centura de asteroizi. A fost descoperită pe 9 noiembrie 1999 la Catalina Station⁠(d) de Catalina Sky Survey. 
Obiectul prezintă o orbită caracterizată de o semiaxă mare de 3,2018816924609 UAi, o excentricitate de 0,16, o înclinație de 19,8 ° în raport cu ecliptica.